# Secuestro de Kalaniʻōpuʻu por el Capitán James Cook
El Capitán James Cook intentó secuestrar a Kalaniopu'u, monarca de la isla de Hawái, una decisión para lograr un intercambio por una barca robada (un bote transbordador). Este fue el incidente que condujo a la muerte de Cook. No obstante, luego de la llegada de Cook a Hawái, esta fue seguida por migraciones en masa de europeos y americanos a las islas, que acabó con el derrocamiento del Reino de Hawái, el reino original de la monarquía nativa de las islas.

## Expediciones a Hawái

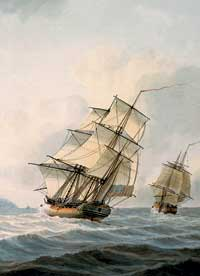
Las naves de Cook: HMS "Resolución" y HMS "Descubrimiento"

James Cook dirigió tres expediciones por separado en áreas desconocidas hasta entonces en los mapas del Imperio británico. Fue en su tercer viaje final que halló las que son hoy conocidas como las Islas de Hawái. Primeramente avistó las islas el 18 de enero de 1778.  Ancló en la costa del oeste de la isla de Kauai, cercana a Waimea, donde conoció a sus habitantes para comerciar, obtener agua y comida. Dos semanas más tarde, el 2 de febrero de 1778, Cook continuó por sobre la costa de América del Norte y Alaska, en busca del Paso Noroeste, por aproximadamente nueve meses. Regresó a la isla para reabastecerse, inicialmente explorando las costas de Maui y la gran isla, comerciando con lugareños, anclando en la bahía de Kealakekua en enero de 1779.
Después de que Cook partiese de Kealakekua,  se vio forzado a regresar a mediados de febrero de 1779 luego de que un mástil de un barco se rompiera en una tormenta. Fue inicialmente recibido con honores, y su arribo coincidió con el Makahiki, un festival que celebra la cosecha anual de la adoración de la deidad hawaiiana, Lono.
Después de que Cook y las tripulaciones de ambos barcos (HMS Resolución y HMS Descubrimiento) dejaron las islas, el festival había culminado, dando comienzo a los rituales de guerra bajo la adoración de Kūkaʻilimoku, el dios de guerra. En la noche de 13 febrero, mientras se encontraba anclado en la bahía de Kealakekua, una de las únicas dos barcas largas (botes salvavidas utilizados como transbordador barco a orilla) fue robado por los hawaianos, probando la reacción de los extranjeros para ver hasta dónde podían ir con una pérdida tan significativa. Los hawaianos habían empezado abiertamente el desafío a los extranjeros. En represalia, Cook intentó secuestrar al aliʻi nui (monarca) de la isla de Hawái, Kalaniʻōpuʻu. Estando bastante enfermo y errático, Cook cometió lo que más tarde se llamarían "equivocaciones". La idea de que los nativos hawaianos consideraran a Cook como Dios Lono está considerado como inexacto y es atribuido a William Bligh. Es posible que algunos hawaianos hayan usado el nombre de Lono como una metáfora al describir a Cook, otras posibles explicaciones, aparte de que los hawaianos confundieron al explorador con su propia deidad, que hayan tenido un mensaje de su deidad para declarar la guerra a los extranjeros, o mismo una contienda del propio Cook. Hoy en día se cree que era sarcasmo.

## Toma del monarca hawaiano como rehén
En la mañana siguiente del 14 de febrero de 1779, Cook y sus hombres se lanzaron desde la nave Resolución junto con una compañía de marines armados. Fueron directamente al recinto del jefe gobernante donde Kalaniʻōpuʻu todavía dormía. Lo despertaron y lo condujeron con ellos fuera de la ciudad. Cuando Cook y sus hombres tuvieron al gobernante fuera del recinto real, Cook mismo condujo al gran jefe hacia la playa. La mujer favorita del monarca, llamada Kānekapōlei, los divisó y gritó, pero Cook y sus hombres no se detuvieron. Llamó a los otros jefes y a la gente del pueblo para alertarles sobre esto. Dos jefes, Kanaʻina (Kalaimanokahoʻowaha), el hijo joven del gobernante anterior, Keaweʻopala y el encargado personal del rey (llamado Nuaa) siguieron al grupo hasta la playa con la mujer del rey detrás, reclamando su devolución.
Cuando llegaron a la playa, los dos hijos más pequeños de Kalani'ōpu'u, que habían estado siguiendo a su padre creyendo que estaba siendo invitados a visitar la nave nuevamente con el gobernante, comenzaron a subir a los barcos que esperaban en la orilla. Kānekapōlei les gritó que salieran del barco y rogaron a su marido que se detuviera. El gobernante entonces se dio cuenta de que Cook y sus hombres no le llevaban a que visitara la nave, sino que lo estaban forzando, por lo que detuvo su marcha y se sentó en la playa pacíficamente.

## Muerte de Cook

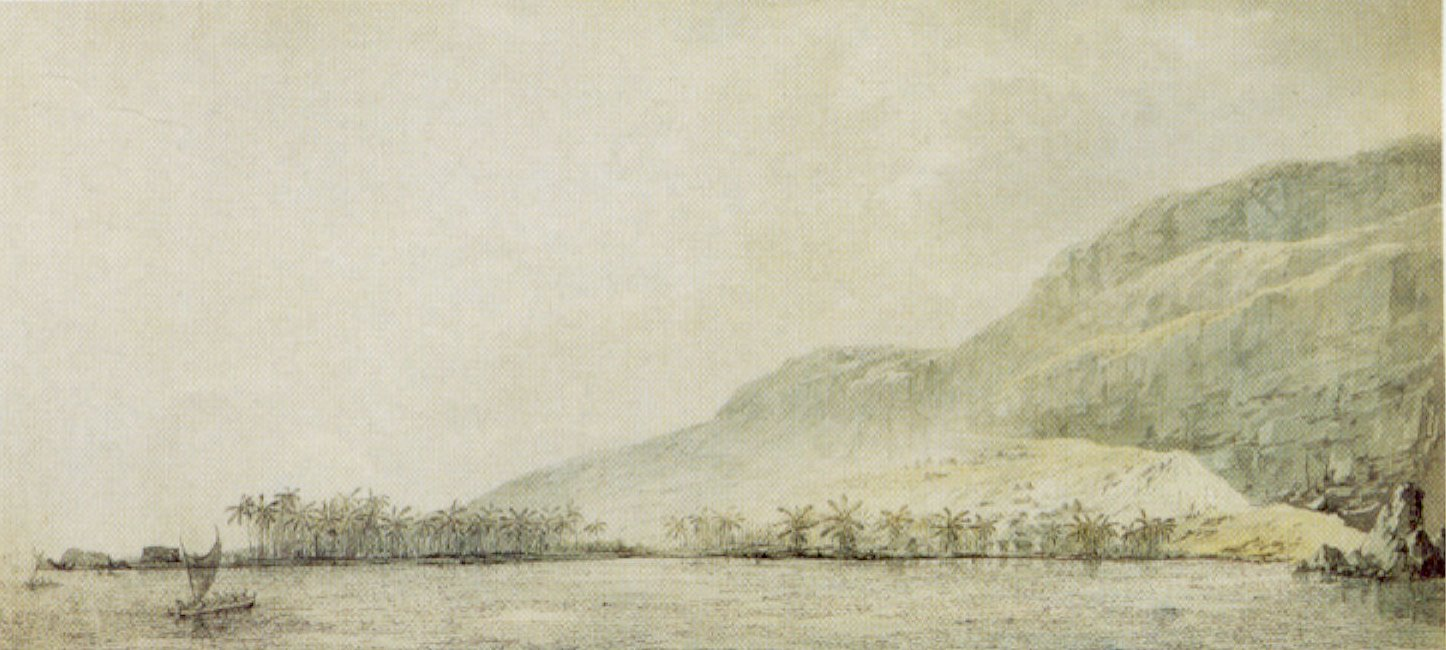
Kaʻawaloa en 1779 por John Webber, artista a bordo del barco del Cook

Los hombres de Cook y los infantes de marina británicos fueron interceptados en la playa por un anciano kahuna (sacerdote, mago), que se les acercó sosteniendo un coco y cantando. Los británicos gritaron al sacerdote que se fuera, pero él se acercaba a ellos mientras cantaba el mele (canto hawaiano). Cuando Cook y sus hombres miraron alrededor del anciano kahuna,  vieron que la playa estaba repleta de miles de nativos hawaianos. Cook le gritó a Kalani'ōpu'u para que se levantara, pero el gobernante se negó. Cuando la gente del pueblo comenzó a reunirse alrededor de ellos, Cook y sus hombres comenzaron a alejarse de la multitud y levantar sus armas. Los dos jefes y Kānekapōlei protegieron al monarca hawaiano mientras Cook intentaba forzarlo a ponerse en pie. La multitud comenzaba a ser hostil, reclamando que dejaran libre a su rey. Uno de los hombres del monarca, Kana'ina, se acercó a Cook, que reaccionó golpeando al jefe con la empuñadura de su espada. Kana'ina agarró a Cook y lo levantó en el aire. Algunas afirmaciones indican que Kana'ina no tenía la intención de golpear a Cook, mientras que otras descripciones dicen que el jefe golpeó al navegante con su leiomano (especie de manopla de dientes de tiburón). Kanaʻina hizo que Cook caiga. Cuando Cook intentó levantarse, el encargado Nuaa acuchilló a Cook con una daga de metal. Cuatro de los Marines: el general James Thomas; Theophilus Hinks; Thomas Fachett y John Allen fueron asesinados; dos Marines Reales resultaron heridos.

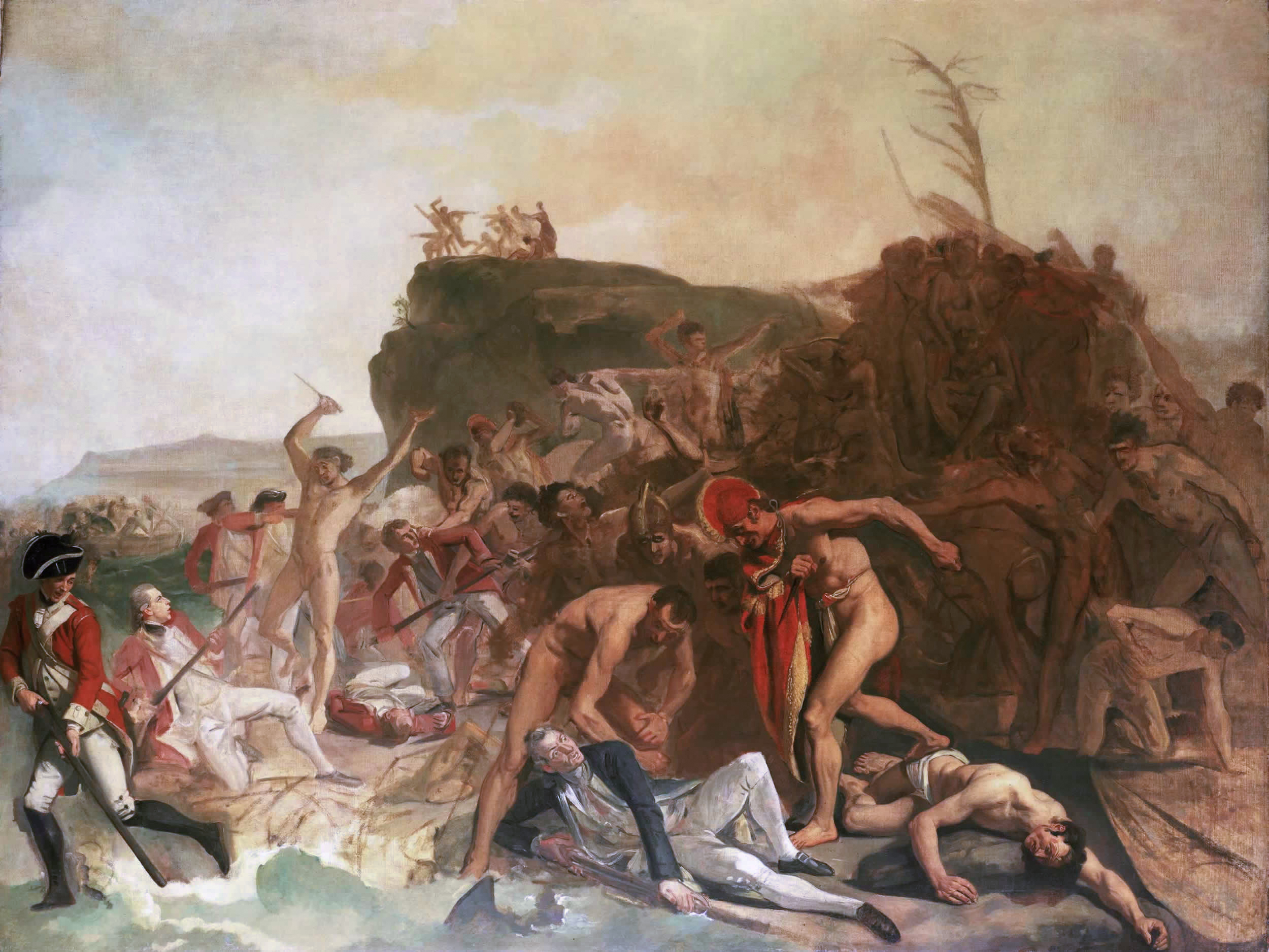
Pintura, Muerte del Capitán Cook, por Johann Zoffany 1795

Los marines dispararon mientras huían, matando a varios nativos hawaianos incluyendo, posiblemente, el alto jefe Kana'ina. Entraron a los barcos y huyeron. Con un catalejo, el joven William Bligh (futuro capitán del HMS Bounty) observó cómo el cuerpo de Cook fue arrastrado hasta la ciudad donde fue despedazado a la vista de la tripulación de su barco. De hecho, los restos de Cook eran tratados de otra manera: la estima que los isleños mantenían para Cook les obligaba a retener su cuerpo. Siguiendo su práctica de la época, prepararon su cuerpo con rituales funerarios generalmente reservados para los jefes y altos mandos de la sociedad. El cuerpo fue eviscerado, horneado para facilitar la extracción de la carne, y los huesos fueron cuidadosamente limpiados para su conservación como iconos religiosos de una manera un tanto evocadora del tratamiento de los santos europeos en la Edad Media. Algunos de los restos de Cook, así preservados, fueron finalmente devueltos a su tripulación para un entierro formal en el mar.